# Länna–Norrtälje Järnväg
Länna–Norrtälje Järnväg (LNJ) var en järnvägslinje mellan Länna och Norrtälje i östra Uppland. Banan köptes av Stockholm–Rimbo Järnväg (SRJ) 1905. Det bedrivs för närvarande museitrafik av Upsala–Lenna Jernväg på delen Länna–Faringe.

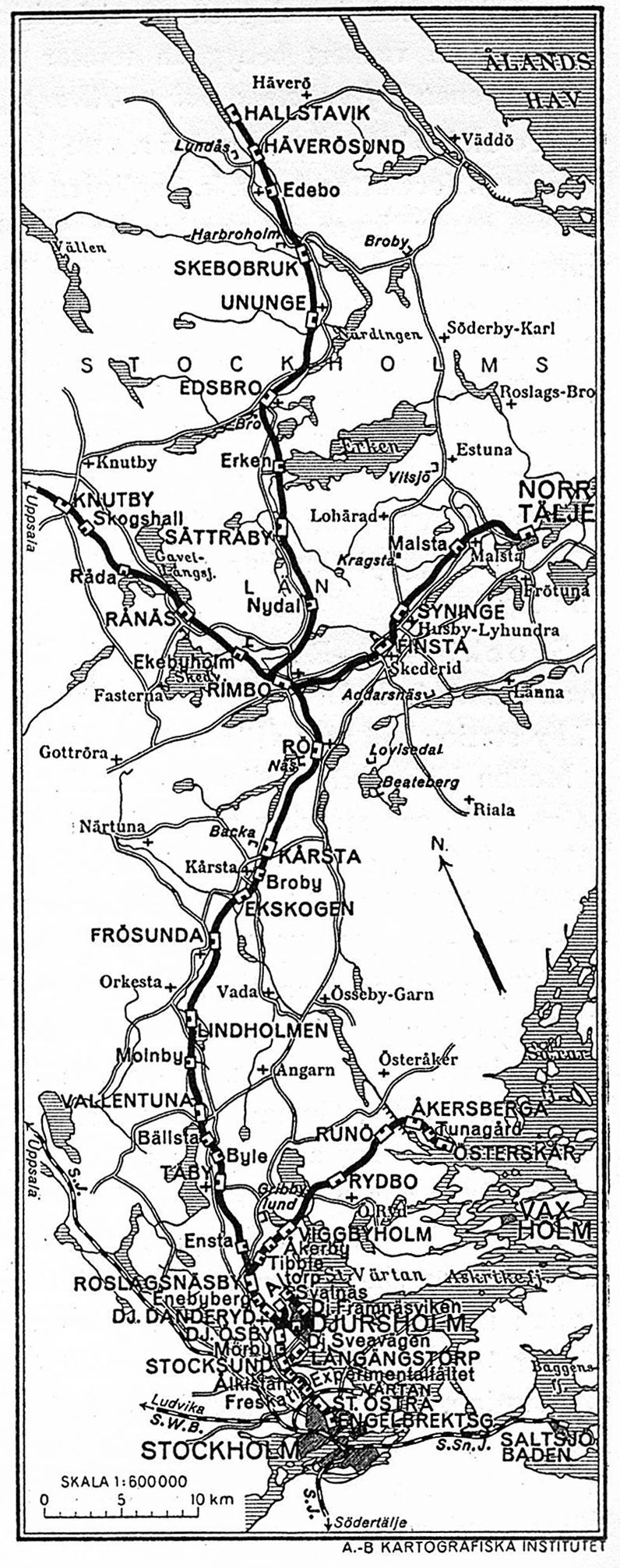
Karta 1926.

## Historia
Länna-Norrtälje Järnväg aktiebolag bildades i Norrtälje 1881 och 1882 erhölls koncessionen. Järnvägen byggdes som en förlängning på Uppsala-Länna Järnväg (ULJ). Byggkostnaden var 1,6 miljoner kronor med ett statslån på 750000 kr.
Rimbo blev en järnvägsknut när ytterligare linjer anslöts: först Stockholm-Rimbo järnväg, invigd 1885, sen Rimbo-Sunds Järnväg, invigd 1897.
LNJ hade dålig ekonomi och 1901 gick bolaget i likvidation och kunde inte betala de statliga lånen. SRJ köpte banan 1905 för 580000 kr och i köpvillkoren ingick hastighetshöjning till 40 km/tim.
Sträckan Rimbo–Norrtälje lades ned för både person- och godstrafik den 28 september 1969. Mellan Uppsala och Rimbo lades persontrafiken ned 1 januari 1967 och godstrafiken formellt den 1 juli 1977, men sista godståget gick 17 april 1977.
Delen Länna-Faringe och stationsmiljön i Faringe finns kvar som en del av Museiföreningen Stockholm-Roslagens Järnvägars (SRJmf) verksamhet.
Banvallen Norrtälje-Rimbo-Rånäs ägs till stor del av Norrtälje kommun och är iordninggjord till cykel- och ridled.